# Konečná (film)
Americký film Konečná (anglicky The Last Stand) je první film Arnolda Arnolda Schwarzeneggera po ukončení jeho politické kariéry. Režii producenti svěřili režisérovi Ji-un Kimovi původem z Jižní Koreje.

## Příběh
Příběh vypráví o šerifovi, který na stará kolena ochraňuje své město Sommerton před bosem mexické mafie, který uprchl a se svojí smečkou podřízených jede kolem klidného městečka, které má starý důchodce – šerif pod svojí jurisdikcí.

## Recenze
- Konečná (Last Stand) – 55 % na Film CZ -
- Recenze: Konečná - 40% na FFFilm -